# Jack Radcliffe
Jack Radcliffe (nascido Frank Martini; 5 de julho de 1960) é um ator de cinema pornográfico estadunidense. Radcliffe é considerado um ícone pornográfico e, em particular, um ícone da subcultura de ursos gays e sua estética física.

## Vida pregressa
Radcliffe nasceu em Staten Island, Nova Iorque, em 1960. Ele cresceu com seus dois pais e dois irmãos, uma irmã e um irmão mais novo. Radcliffe frequentou a escola em Staten Island até sair para cursar a faculdade na Universidade Estadual de Nova Iorque em Buffalo, Nova Iorque, obtendo dois graus de bacharel em matemática e física. Ele assumiu sua homossexualidade em 1983 e depois mudou-se para Denver, Colorado naquele verão.

## Carreira
Radcliffe foi "descoberto" em 1989 pelo fotógrafo Chris Nelson. Nelson apresentou Radcliffe (como "Jack Radcliff") em seu influente livro de café The Bear Cult, que ajudou a estabelecer as imagens icônicas associadas à nascente subcultura de "urso" gay que "idealizava homens maiores, hirsutos e barbudos em reação a ênfase da cultura gay masculina geral em corpos jovens e esguios". Ele estreou na edição #9 da publicação Bear Magazine, de Nelson e Nelson, e continuou aparecendo na publicação como modelo para a empresa da revista, Brush Creek Media, depois de se mudar para São Francisco em 1989. Nelson trabalhou como fotógrafo da revista, enquanto Bulger serviu como editor da revista. Durante o mesmo ensaio, Radcliffe também gravou seu primeiro vídeo pornográfico solo. Radcliffe escolheu seu pseudônimo profissional "fora do ar", preferindo um nome que soasse normal e masculino, em vez de um com conotações abertas com o trabalho pornográfico. Radcliffe também começou a trabalhar como bartender no Lone Star Saloon, um bar gay que também contribuiu para o início da comunidade de ursos, em parte devido a numerosos modelos tipo Bear trabalhando também no bar. Continuando a trabalhar como um modelo regular para a Brush Creek Media, Radcliffe rapidamente se tornou uma figura popular dentro da crescente comunidade de ursos. Vários anos depois, Nelson e Bulger contataram Radcliffe sobre interesse em filmar filmes não-solo para a Brush Creek Media. Radcliffe apareceu em sete filmes para adultos com a Brush Creek Media e mais tarde apareceu em filmes adicionais com Butch Bear e Massive Studio. Aposentou-se da atuação adulta depois de se apresentar no Massive Muscle Bears com o Massive Studio.

## Outros empreendimentos
Radcliffe trabalhou como diretor financeiro de uma empresa de consultoria de software durante o final dos anos 90 e início dos anos 2000. Ele atualmente trabalha como corretor de imóveis.

## Legado e impacto cultural
Radcliffe é frequentemente citado como uma representação icônica duradoura (se não o representante mais icônico) da estética do urso na pornografia, na cultura gay e em geral. Ele tem sido descrito como "a Marilyn Monroe da cultura do urso", um "garoto-propaganda da cultura do urso" e um "ícone do urso reinante". Em uma lista de ícones de ursos de 2009, o site de cultura pop LGBT Queerty declarou: "Na indústria da pornografia de ursos, Radcliffe é Deus. É fácil ver por que - se Platão fosse um urso, esse seria o seu ideal". Apesar disso, Radcliffe minimizou sua iconografia dentro da cultura do urso.
Radcliffe foi o modelo de capa mais caracterizado na história da Bear Magazine. Em seu livro de 2001 para o autor e estudioso acadêmico Les K. Wright, The Bear Book II: Mais Leituras na História e Evolução de uma Subcultura Gay Masculino, o ex-editor-chefe da Drummer Magazine, Jack Fritscher, observou que Radcliffe permaneceu no topo da Brush Creek Media. ganhador de bilheteria e descreveu-o como um ícone para a empresa. Wright também descreveu Radcliffe como o primeiro a incorporar a estética "bear beauty" em seus filmes especificamente comercializados. Por outro lado, Radcliffe também foi especificamente identificado como um exemplo do tipo de corpo de "urso muscular" que mais tarde emergiu na cultura do urso, contribuindo para um padrão de beleza mais muscular, aparentemente em conflito com a "normal", "média" ou gordura ("chub") origens estéticas da comunidade de ursos.

## Filmografia
| Ano  | Título                          | Companhia         |
| ---- | ------------------------------- | ----------------- |
| 1989 | Original Bear 3 - Uncut Footage | Brush Creek Media |
| 1996 | Bear Classic                    | Brush Creek Media |
| 1996 | Bear Sex Party                  | Brush Creek Media |
| 1997 | Leather Bears at Play           | Brush Creek Media |
| 1998 | Bear: Palm Springs Vacation     | Brush Creek Media |
| 1999 | Big Bear Trucking Co.           | Brush Creek Media |
| 2000 | Big Bear Trucking Co. 2         | Brush Creek Media |
| 2003 | Hard Mechanics                  | Massive Studio    |
| 2006 | Erotic Spotlight Series 1       | Butch Bear        |
| 2006 | Erotic Spotlight Series 3       | Butch Bear        |
| 2008 | Massive Muscle Bears            | Massive Studio    |